# Пинёвка
Пинёвка — деревня в Свердловской области России, входит в Ирбитское муниципальное образование. 

## Географическое положение
Пинёвка расположена в 12 километрах (по дороге в 13 километрах) к северу от города Ирбита, на правом берегу реки Ницы. Через деревню проходит автодорога Алапаевск — Ирбит.

## Население
| 2002 | 2010 | 2021 |
| ---- | ---- | ---- |
| 87   | ↘82  | ↘66  |